# 10 شوال
- السبت
- الأحد
- الاثنين
- الثلاثاء
- الأربعاء
- الخميس
- الجمعة

- 2929 مارس 2025
- 130 مارس 2025
- 231 مارس 2025
- 31 أبريل 2025
- 42 أبريل 2025
- 53 أبريل 2025
- 64 أبريل 2025
- 75 أبريل 2025
- 86 أبريل 2025
- 97 أبريل 2025
- 108 أبريل 2025
- 119 أبريل 2025
- 1210 أبريل 2025
- 1311 أبريل 2025
- 1412 أبريل 2025
- 1513 أبريل 2025
- 1614 أبريل 2025
- 1715 أبريل 2025
- 1816 أبريل 2025
- 1917 أبريل 2025
- 2018 أبريل 2025
- 2119 أبريل 2025
- 2220 أبريل 2025
- 2321 أبريل 2025
- 2422 أبريل 2025
- 2523 أبريل 2025
- 2624 أبريل 2025
- 2725 أبريل 2025
- 2826 أبريل 2025
- 2927 أبريل 2025
- 3028 أبريل 2025
- 129 أبريل 2025
- 230 أبريل 2025
- 31 مايو 2025
- 42 مايو 2025

10 شوَّال أو 10 شوَّال المُکَرَّم أو 10 شوَّال المكرَّمة أو يوم 10 \ 10 (اليوم العاشر من الشهر العاشر) هو اليوم السادس والسبعون بعد المائتين (276) من أيَّام السنة (أو السابع والسبعون بعد المائتين لو كان شهر شعبان مُتممًا لليوم الثلاثين أو الثامن والسبعون بعد المائتين لو أتم كلًا من صفر وربيع الآخر وجمادى الآخرة وشعبان ثلاثين يومًا) وفق التقويم الهجري القمري (العربي). يبقى بعده 78 أو 79 يومًا لانتهاء السنة.

## أحداث
- 640هـ - تسليم أهالي مرسية في الأندلس مدينتهم صلحًا إلى القشتاليين النصارى، بعد أن توالى سقوط قواعد الأندلس وحواضرها في يد النصارى، وقد اعترف حاكم مدينة مرسية بطاعته لفرناندو ملك قشتالة وتأدية الجزية له، وذلك في مقابل أن يحكمها من قبله.
- 1224هـ - البريطانيون يهجمون على معقل القواسم في رأس الخيمة، وبدء الحملة البريطانية الثانية.
- 1329هـ - القوات الإيطالية الفاشية تحتل مدينة طرابلس الليبية، وأنهت بذلك الحكم العثماني لها الذي امتد 360 عامًا، ولم يمض إلا 3 أسابيع حتى احتل الإيطاليون السواحل الليبية على البحر المتوسط.
- 1341هـ - التقرير بأن يكون شرق الأردن دولة متمتعة بالحكم الذاتي، يحكمها الأمير عبد الله بن الحسين بن شريف مكة، وكان يحكمها منذ بضع سنوات.
- 1342هـ - الدكتور والأديب المصري «زكي مبارك» يحصل على درجة الدكتوراة من الجامعة المصرية تحت عنوان «الأخلاق عند الغزالي»، وقد أثارت هذه الرسالة ضجة ثقافية في ذلك الوقت، وهذه هي أول رسالة دكتوراة يحصل عليها؛ حيث حصل على رسالتين بعد ذلك.
- 1344هـ - التوقيع على معاهدة أمن متبادلة بين إيران وتركيا وأفغانستان.
- 1391هـ - اغتيال رئيس الوزراء الأردني وصفي التل على يد منظمة أيلول الأسود في القاهرة.
- 1402هـ - اتحاد طلبة المسلمين في أوروبا يقيم مخيمه الصيفي السابع بمدينة بألمانيا تحت عنوان «مقومات العلم الإسلامي».
- 1406هـ - أربعة انفجارات في الكويت بعدد من المنشئات النفطية بمنطقة الأحمدي سببت حرائق كبيرة في ميناء الأحمدي وحقول المقوع دون وقوع إصابات، وقد تبنت «منظمة الثوريون العرب» مسؤولية هذه الانفجارات.
- 1411هـ -
  - نشر مراقبين دولين على الحدود بين الكويت والعراق.
  - إثيوبيا تكمل انسحابها من إرتريا وذلك بعد اعترافها بحق الإرتيريين في تقرير المصير.
- 1419هـ - كشف النقاب عن تخطيط أحد ناشطي اليمين الإسرائيلي المتطرف حسب اعترافاته لتنفيذ عملية تفجير كبيرة تهدف إلى نسف المسجد الأقصى.
- 1434هـ - مظاهرات مُعارضة للانقلاب بميدان رمسيس بالقاهرة عقب صلاة الجمعة. وسقوط قتلى وجرحى بمحيط مسجد الفتح، وحصار المسجد حتى صبيحة اليوم التالي فيما عُرِف بأحداث رمسيس الثانية.
- 1437هـ - قيام محاولة انقلاب عسكري في تركيا على يد مجموعة من الجيش باءت بالفشل بعد قيام مظاهرات مناوئة لهذه المحاولة في إسطنبول وأنقرة وكبريات المدن التركية، استجابة لنداء أطلقته الحكومة ورئيس الجمهورية رجب طيب أردوغان.
- 1440هـ - هُجُومٌ على ناقلتيّ نفط إحداها نرويجيَّة والأُخرى يابانيَّة، في خليج عُمان دون وقوع قتلى، والحُكُومتان الأمريكيَّة والسُعُوديَّة تتهمان إيران بِالوُقُوف وراء الحادث.
- 1442هـ - وقف إطلاق نار غير مشروط في غزة بوساطة مصرية، وذلك بعد اشتباكات دامت 11 يومًا.
- 1443هـ - مقتل الصحفية الفلسطينية شيرين أبو عاقلة أثناء تغطيتها لعملية عسكرية إسرائيلية في مخيم جنين.

## مواليد
- 1347هـ - عبد العزيز بن يحيى اليحيى، فقيه حنبلي وقاضي سعودي.
- 1371هـ - أحمد أويحي، رئيس وزراء الجزائر.
- 1381هـ - أحمد السلمان، ممثل كويتي.
- 1392هـ - عادل السليمي، لاعب كرة قدم تونسي.
- 1397هـ - سوزان تميم، مغنية لبنانية.
- 1399هـ - يوسف اليوحة، لاعب كرة قدم كويتي.
- 1401هـ - مالك معاذ، لاعب كرة قدم سعودي.
- 1407هـ - محمد السالم، مغني عراقي

## وفيات
- 328هـ - ابن مقلة، خطاط عباسي.
- 474هـ - نور الدولة دبيس بن علي، ثاني أمراء بني مزيد.
- 1321هـ - محمد هادي الطهراني، فقيه مسلم ومؤلف ومدرس ديني إيراني.
- 1391هـ - وصفي التل، رئيس الوزراء الأردني.
- 1400هـ - محمد عبد المطلب، مطرب مصري.
- 1416هـ -
  - خالد محمد خالد، كاتب ومفكر مصري.
  - شمس بهلوي، أميرة إيرانية.
- 1417هـ - صالح مرسي، كاتب روائي مصري.
- 1426هـ - مصطفى العقاد، مخرج ومنتج سينمائي سوري أمريكي.
- 1432هـ - أحمد بزيع الياسين، رجل أعمال كويتي.
- 1433هـ - عبود روجو، رجل دين كيني.
- 1436هـ - محمد اللنجاوي، إعلامي ومعلق رياضي قطري.
- 1443هـ - شيرين أبو عاقلة، صحافية فلسطينية.

## وصلات خارجية
- موقع قصة الإسلام: حدث في شهر شوَّال.